# كريستوف دو مارجري
كريستوف دو مارجري (بالفرنسية: Christophe de Margerie)‏ (و. 1951 – 2014 م) هو رجل أعمال، ورائد أعمال من فرنسا .
توفي في مطار فنوكوفو الدولي، موسكو .بسبب حوادث طيران .

## التعليم
تعلم في الكلية العليا للتجارة في باريس

## مناصب وهيئات
أدار توتال (1974–2014).

## جوائز
حصل على جوائز منها:
- ضابط وسام جوقة الشرف (24 أكتوبر 2014)
- ميدالية النجمة البرونزية.

## روابط خارجية
- كريستوف دو مارجري على موقع مونزينجر (الألمانية)